# 아마치 마리
아마치 마리(일본어: 天地 真理, 1951년 11월 5일 ~ )는 1970년대를 풍미한 일본의 전국적 아이돌이었다. 본명은 사이토 마리 (齋藤眞理)이며, 결혼 후의 이름은 아오키 마리 (青木眞理)이다. 1970년대 초반 천진난만한 미소로 국민적 아이돌로 발돋움했으며, 후대의 아이돌이 갖춰야 할 기본적인 스타일을 확립시켰다고 평가받는다. 70년대 초에는 "(소니의) 백설공주" (白雪姫)라는 캐치프레이즈로 활동했다.

## 생애

### 데뷔 이전
1951년 사이타마현 오미야 시에서 태어났으며, 진리 (마리)라는 이름은 사이타마 현의 스님이 지어준 것이다. 2살 때 부모가 이혼하였고, 어머니의 의향에 도쿄도 나카노구로 이사했다. 다시 세타가야구로 옮기며 1958년 카미키타자와 소학교 (上北沢小学校)에 입학했다. 5학년 때 어머니가 사준 건반 88개 짜리 업라이트 피아노를 계기로 연주를 접했다. 1964년 쿠니타치 음악대학 부속중학교에 입학했고, 중학교 재학중에 네리마구로 이사했다가 다시 가나가와현 자마시로 옮겼다. 1967년 쿠니타치 음악대학 부속고등학교에 진학했으며, 이 곳에서 처음 피아노과에 들어갔다가 성악과로 전과했다. 이 시기에 존 바에즈 등의 포크송을 즐겨 들었다. 1970년 3월 졸업했다.
1970년 4월 나카자토 음악사무소 (中里音楽事務所)에 소속되었고, 그해 7월 여배우 아마지 케이코 (天路圭子)를 우연히 만나게 되며 연예계에 손이 닿는다. 같은 달 TBS의 시청자 참여 프로그램 《영 720》(ヤング720)을 통해 방송에 처음 출연하였고, 11월 나카자토 음악사무소와 계약을 파기, 12월에 이르러 와타나베 프로덕션이라는 거대 기획사에 소속된다. 1971년 4월에는 CBS 소니 레코드와 정식 계약을 맺었다.

### 1970년대
1971년 6월, TBS의 인기 프로그램인 《시간이에요》의 오디션 최종 심사에서 탈락했다가, 그 프로그램의 주연 배우인 모리 미츠코가 아마치의 탈락을 아쉬워하며 연출가 쿠제 테루히코 (久世光彦)에게 기존 대본에 없던 배역으로 출연하는 것을 제안하였고, 이로 인해 방송에 출연할 수 있게 된다. (쿠제 테루히코는 작사가로도 활동하였으며, 아마치 마리의 여러 곡들의 가사도 여러차례 맡은 바 있다.) 그 해 10월 1일 아이돌 가수로서 〈물빛 사랑〉으로 데뷔했으며, 이 곡은 오리콘 싱글 차트 3위에 오르며 성공을 거뒀다. 1974년까지 〈작은 사랑〉, 〈혼자가 아니야〉, 〈무지개를 건너〉, 〈두 사람의 일요일〉, 〈어린 잎의 속삭임〉, 〈사랑하는 여름 날〉, 〈하늘 가득한 행복〉같은 싱글을 발매했으며, 〈두 사람의 일요일〉과 〈하늘 가득한 행복〉을 제외한 다섯 곡이 오리콘 차트에서 1위를 기록했는데, 이는 당시까지 솔로 여가수가 기록한 최다 기록이었다. 이 기록은 후대에 마츠다 세이코가 등장할 때까지 깨지지 않는다.
1971년 데뷔한 아이돌중에서 두각을 나타내던 인물은 아마치 마리 외에도 미나미 사오리와 코야나기 루미코가 있는데, 당시 이들을 한데 묶어 "신 산닌무스메" (新三人娘)라고 불렸다. 한편, 1972년부터 1975년까지 약 2년 반에 달하는 기간 동안 TBS 텔레비전 계열의 방송국으로부터 "마리짱 시리즈" (真理ちゃんシリーズ)가 만들어졌으며 모두 5개의 프로그램이 방영되기도 했다.
1977년 1월, 갑상선 기능이 저하되는 등의 이유로 도쿄 도에 위치한 병원에 입원하여 약 1개월 이후에 퇴원하지만, 연달아 휴식을 취하게 되며 연예계 활동을 2년 반가량 그만둔다. 1979년 5월, 모리타 코이치와 톱 갤런의 결성 10주년 기념 콘서트에 등장해 대중 앞에 오랜만에 모습을 드러냈으며, 그 다음 달 복귀 회견을 갖고 다시 복귀한다.

### 1980년대 이후
1980년 9월 실비 바르탕 원곡의 〈첫 사랑 니콜라〉를 발표하나 예전만큼의 성공은 보이지 못했다. 1983년 2월, 23번째이자 마지막 싱글 〈내가 눈이었던 날〉을 발표하며 "백설공주"였던 시절의 마지막을 고했다. 직후에 성인을 컨셉으로 노선을 변경하여 1983년 12월 세미 누드 사진을 공개함을 시작으로, 1986년에는 누드 사진집을 발표했고, 로망 포르노, 성인 비디오 영화 《위험한 레슨》에도 출연하였다. 이후로는 주로 영상물에서 활동을 이어갔다.
1986년 9월, 카페 바를 경영하는 일반인과 결혼해 이듬해 딸 아오키 마호 (青木真保)를 낳았으나, 1996년에 이혼하였다.